# مملكة الجعليين
مملكة الجعليين، هي مملكة عربية عباسية قامت في شمال السودان الحالي على أنقاض مملكة مروي القديمة، وامتدت حدودها من حجر العسل إلى الدامر وعاصمتها شندي. وكانت المملكة من ضمن الممالك التابعة للسلطنة الزرقاء في سنار. تعاقب على حكمها 17 ملكاَ من سلالة السعداب لمدة 235 سنة وكان آخرهم المك نمر، حتى سقطت على يد الدفتردار صهر محمد علي باشا عام 1821م أثناة حملته لضم السودان تحت حكم الوالي العثماني محمد علي باشا.

## الملوك
| الاسم               | مدة الحكم (سنوات) |
| ------------------- | ----------------- |
| سعد أبو دبوس        | (20)              |
| سليمان العدار       | (7)               |
| إدريس بن سليمان     | (35)              |
| المك عبد السلام     | (1)               |
| الفحل بن عبد السلام | (15)              |
| إدريس عبد السلام    | (6)               |
| دياب عبد السلام     | (12)              |
| كمبلاوي عبد السلام  | (3)               |
| بشارة عبد السلام    | (7)               |
| سليمان بن سالم      | (15)              |
| سعد الثاني (أخوه)   | (2)               |
| إدريس الثالث        | (20)              |
| سعد إدريس الثالث    | (40)              |
| مساعد إدريس الثالث  | (13)              |
| مساعد سعد إدريس     | (14)              |
| المك محمد           | (13)              |
| المك نمر            | (17)              |